# Петра Лангрова
Петра Лангрова (чеськ. Petra Píchalová Langrová, нар. 27 червня 1970) — колишня чехословацька, пізніше чеська тенісистка.
Здобула один одиночний та п'ять парних титулів туру WTA.
Найвищу одиночну позицію світового рейтингу — 53 місце досягла 26 травня 1997, парну — 35 місце — 19 квітня 1993.
Завершила кар'єру 1998 року.

## Фінали Туру WTA

### Одиночний розряд: 2 (1 титул, 1 поразка)
| Легенда                 |
| ----------------------- |
| Grand Slam (0–0)        |
| WTA Championships (0–0) |
| Tier I (0–0)            |
| Tier II (0–0)           |
| Tier III (0–0)          |
| Tier IV (0–1)           |
| Tier V (1–0)            |

| Результат | Ранг | Дата            | Турнір             | Покриття  | Опонент          | Рахунок       |
| --------- | ---- | --------------- | ------------------ | --------- | ---------------- | ------------- |
| Перемога  | 1.   | 25 вересня 1988 | Париж, Франція     | Ґрунт     | Сандра Вассерман | 7–6(7–0), 6–2 |
| Поразка   | 1.   | 17 лютого 1991  | Linz Open, Австрія | Килим (i) | Мануела Малеєва  | 4–6, 6–7(1–7) |

### Парний розряд: 10 (5 титули, 5 поразки)
| Легенда                 |
| ----------------------- |
| Grand Slam (0–0)        |
| WTA Championships (0–0) |
| Tier I (0–0)            |
| Tier II (0–0)           |
| Tier III (0–0)          |
| Tier IV (4–3)           |
| Tier V (1–2)            |

| Результат | Ранг | Дата            | Турнір                                                | Покриття   | Партнер         | Опоненти                               | Рахунок            |
| --------- | ---- | --------------- | ----------------------------------------------------- | ---------- | --------------- | -------------------------------------- | ------------------ |
| Перемога  | 1.   | 15 вересня 1990 | Кіцбюель, Австрія                                     | Ґрунт      | Радка Зрубакова | Сандра Чеккіні Патрісія Тарабіні       | 6–0, 6–4           |
| Поразка   | 1.   | 16 лютого 1991  | Лінц, Австрія                                         | Килим (i)  | Радка Зрубакова | Мануела Малеєва Раффаелла Реджі        | 4–6, 6–1, 3–6      |
| Перемога  | 2.   | 13 липня 1991   | Палермо, Італія                                       | Ґрунт      | Марі П'єрс      | Лаура Гарроне Мерседес Пас             | 6–3, 6–7(5–7), 6–3 |
| Перемога  | 3.   | 21 вересня 1991 | Париж, Франція                                        | Ґрунт      | Радка Зрубакова | Алексія Дешом-Баллере Жулі Алар-Декюжі | 6–4, 6–4           |
| Поразка   | 2.   | 25 квітня 1992  | BMW Malaysian Open, Малайзія                          | Тверде (i) | Хіракі Ріка     | Ізабель Демонжо Наталія Медведєва      | 6–2, 4–6, 1–6      |
| Поразка   | 3.   | 9 травня 1992   | Варегм, Бельгія                                       | Ґрунт      | Олена Брюховець | Манон Боллеграф Кароліна Віс           | 4–6, 3–6           |
| Поразка   | 4.   | 11 липня 1992   | Internazionali Femminili di Tennis di Palermo, Італія | Ґрунт      | Ана Сегура      | Halle Carroll Марія Хосе Гайдано       | 3–6, 6–4, 3–6      |
| Перемога  | 4.   | 3 жовтня 1992   | Байонн, Франція                                       | Килим (i)  | Лінда Феррандо  | Клаудія Коде-Кільш Стефані Реге        | 1–6, 6–3, 6–4      |
| Поразка   | 5.   | 1 травня 1993   | Таранто, Італія                                       | Ґрунт      | Мерседес Пас    | Деббі Грем Бренда Шульц-Маккарті       | 0–6, 4–6           |
| Перемога  | 5.   | 15 липня 1995   | Палермо, Італія                                       | Ґрунт      | Радка Бобкова   | Петра Шварц Катаріна Студенікова       | 6–4, 6–1           |

## Фінали ITF

### Одиночний розряд (3–2)
| Легенда          |
| ---------------- |
| Турніри $100,000 |
| $75,000 турніри  |
| $50,000 турніри  |
| Турніри $25,000  |
| Турніри $10,000  |

| Результат | Ранг | Дата           | Турнір                   | Покриття   | Опонент        | Рахунок       |
| --------- | ---- | -------------- | ------------------------ | ---------- | -------------- | ------------- |
| Перемога  | 1.   | 2 травня 1988  | Борнмут, Велика Британія | Ґрунт      | Енн Гроссман   | 6–7, 6–2, 6–3 |
| Перемога  | 2.   | 5 вересня 1988 | Порту, Португалія        | Ґрунт      | Сандрін Жаке   | 6–4, 6–1      |
| Поразка   | 3.   | 6 грудня 1993  | Валь-д'Уаз, Франція      | Тверде (i) | Олена Макарова | 6–0, 3–6, 2–6 |
| Перемога  | 4.   | 13 грудня 1993 | Пршеров, Чехія           | Тверде     | Eva Krejčová   | 6–2, 7–6(2)   |
| Поразка   | 5.   | 8 липня 1996   | Стамбул, Туреччина       | Тверде     | Адріана Герші  | 0–4 ret.      |

### Парний розряд (8–6)
| Результат | Ранг | Дата             | Турнір                        | Покриття   | Партнер            | Опоненти                                 | Рахунок       |
| --------- | ---- | ---------------- | ----------------------------- | ---------- | ------------------ | ---------------------------------------- | ------------- |
| Перемога  | 1.   | 29 вересня 1986  | Шибеник (місто), Yugoslavia   | Ґрунт      | Яна Поспішилова    | Дениса Крайчовичова Радка Зрубакова      | 6–1, 6–2      |
| Перемога  | 2.   | 6 жовтня 1986    | Малий Лошинь, Yugoslavia      | Ґрунт      | Яна Поспішилова    | Дениса Крайчовичова Радка Зрубакова      | 6–3, 7–6      |
| Поразка   | 3.   | 13 жовтня 1986   | Рабаць, Yugoslavia            | Ґрунт      | Яна Поспішилова    | Дениса Крайчовичова Радка Зрубакова      | 3–6, 2–6      |
| Перемога  | 4.   | 1 червня 1987    | Адрія, Італія                 | Ґрунт      | Nora Bajchiková    | Erika Smith Река Сіксаї                  | 6–7, 7–5, 6–2 |
| Поразка   | 5.   | 8 червня 1987    | Карпі, Італія                 | Ґрунт      | Nora Bajchiková    | Hana Guy Кейт Макдоналд                  | 7–6, 5–7, 5–7 |
| Перемога  | 6.   | 14 вересня 1987  | Софія, Болгарія               | Ґрунт      | Міхаела Фріммерова | Анне Аалонен Evelyn Larwig               | 6–2, 6–2      |
| Перемога  | 7.   | 4 квітня 1988    | Барі, Італія                  | Ґрунт      | Міхаела Фріммерова | Габріела Кастро Ана Сегура               | 6–4, 7–5      |
| Поразка   | 8.   | 27 червня 1988   | Ноймюнстер, Західна Німеччина | Ґрунт      | Гана Фукаркова     | Antonia Homolya Генріке Кадзідрога       | 1–6, 2–6      |
| Поразка   | 9.   | 13 вересня 1993  | Карлові Вари, Чехія           | Ґрунт      | Радка Бобкова      | Каріна Габшудова Лариса Савченко-Нейланд | 3–6, 4–6      |
| Перемога  | 10.  | 27 лютого 1995   | Простейов, Чехія              | Тверде (i) | Мартіна Хінгіс     | Ева Меліхарова Katarzyna Teodorowicz     | 7–6(7–4), 6–2 |
| Перемога  | 11.  | 25 вересня 1995  | Братислава, Словаччина        | Ґрунт      | Радка Зрубакова    | Іветте Бастінг Магдалена Гжибовська      | 6–3, 6–1      |
| Поразка   | 12.  | 2 вересня 1996   | Братислава, Словаччина        | Ґрунт      | Радка Зрубакова    | Дениса Крайчовичова Андреа Темешварі     | 6–0, 3–6, 3–6 |
| Перемога  | 13.  | 1 листопада 1997 | Poitiers, Франція             | Тверде (i) | Нансі Фебер        | Леа Жирарді Светлана Кривенчева          | 3–6, 6–3, 6–1 |
| Поразка   | 14.  | 10 травня 1998   | Кардіфф, the Велика Британія  | Ґрунт      | Нансі Фебер        | Лізель Губер Катарина Среботнік          | 4–6, 3–6      |